# Fudbalski klub Internacional
Il Fudbalski klub Internacional (in montenegrino Фудбалски клуб Интернационал), meglio noto come Internacional o come Internacional Podgorica, è una società calcistica montenegrina di Podgorica. Milita nella Treća crnogorska fudbalska liga, la terza divisione del campionato montenegrino di calcio.

## Storia
Fondato il 20 luglio 2021, fu iscritto al campionato di terza divisione, dove nel 2021-2022 chiuse al secondo posto, tre punti dietro il Nikšić, ottenendo per altro una vittoria in trasferta per 17-0 contro il Ribnica. Nella stagione 2022-2023 ha dominato il campionato di terza serie, vincendolo con 12 punti di vantaggio sulla Crvena Stijena e poi vincendo i play-off per la promozione in seconda serie, dove insieme al Lovćen prevalse sull'Ibar.

## Stadio
Disputa le partite casalinghe allo stadio Donji Kokoti di Podgorica, impianto da 1 000 spettatori.

## Palmarès

### Competizioni nazionali
- Campionato montenegrino di terza divisione: 1

2022-2023

### Altri piazzamenti
- Campionato montenegrino di terza divisione:

secondo posto: 2021-2022